# Rutherford-kísérlet

Fent: Várt eredmény: az alfa-részecske az atom szilvapuding modellje szerint eltérülés nélkül menne át az atomon.
Lent: Megfigyelt eredmény: a részecskék kis hányada térült el, mely egy kis koncentrált pozitív töltésű részre utal.

A Rutherford-kísérlet vagy Geiger–Marsden-kísérlet Ernest Rutherford vezetése alatt Manchesteri Egyetemen 1909 és 1911 között Hans Geiger és Ernest Marsden  által elvégzett, az anyag szerkezetének felderítésére szolgáló szóráskísérletek elnevezése. A kísérletekben α-részecskékkel (hélium atommagokkal) bombáztak vékony aranylemezt.
Ha az atom belsejében az anyag többé-kevésbé egyenletesen oszlana el, ahogy J. J. Thomson atommodelljében, az úgynevezett mazsolás puding modellben leírta, akkor az α-részecskék eltérülés nélkül lassulva haladnának keresztül a lemezen, hasonlóan, mint a puskagolyó a vízben. A kísérletek eredménye szerint azonban, bár az α-részecskék többsége (miközben energiájuk egy részét elveszítették) valóban egyenesen haladt át a lemezen, néhányuk iránya jelentősen megváltozott.

## Következtetések
Az eredmény teljesen váratlan volt, Rutherford erre így emlékezett vissza: 
Határozottan ez volt a leghihetetlenebb eredmény, amellyel életemben találkoztam. Majdnem olyan hihetetlen volt, mintha valaki egy 15 hüvelykes gránáttal egy selyempapír-darabkára tüzelne, és az visszatérve őt magát találná el.
Rutherford 1911 elején publikálta a kísérletek eredményeinek értelmezéséből és elektrodinamikai meggondolásokból származtatott atommodelljét, a Rutherford-féle atommodellt. Voltak alfa-részecskék, amelyek közel jutottak a maghoz, és erősen eltérültek, míg az elég nagy távolságban elhaladók nem térültek el jelentősen. A részecskék térbeli eloszlásának megfigyeléséből fel lehetett térképezni a szóró centrumok méretét. Eszerint a pozitív töltés kis térfogatban összpontosul, az atom nagy része „üres”, tömegének jelentős része egy kis térrészre, a magba koncentrálódik, és az elektronok ekörül a mag körül keringenek a Coulomb-féle elektrosztatikus vonzás hatására. Az atommag mérete a mérésekből 10‒15 méter átmérőjűnek adódott az egyébként 10‒10 méter átmérőjű atomban.
A modell azonban egy alapvető problémára nem tudott magyarázatul szolgálni: az atommag körül keringő, azaz gyorsuló mozgást végező elektronok – éppen a klasszikus elektrodinamika szerint – sugároznak. Ennek következtében energiát veszítenek, és végül belecsapódnak a magba.
A Rutherford-modellt, az energetikailag stabil elektronpályákat - mint posztulátumokat - megfogalmazó Bohr-féle atommodell követte. Bár erre a stabilitásra a klasszikus elektrodinamika szerint továbbra sem volt elméletileg megalapozott magyarázat.

## Külső hivatkozások
- Letölthető interaktív Java szimuláció a Rutherford-szórásról egy magyarázó lapon keresztül Archiválva 2012. november 5-i dátummal a Wayback Machine-ben vagy közvetlenül a PhET magyarított oldaláról.